# Your Body
Singles de Christina Aguilera
Moves Like Jagger
(2011) Just a Fool
(2012)
Your Body est une chanson de l'artiste américain Christina Aguilera sortie le 17 septembre 2012 sous le label RCA. 1er single extrait de son 7e album studio Lotus qui sortira le  13 novembre 2012, la chanson est écrite par Savan Kotecha, Max Martin, Shellback,, et Tiffany Amber. Your Body est produit par Max Martin et par Shellback.

## Historique

### Contexte
Après son sixième albums studios Bionic (2010), qui reçut un accueil critique mitigé et de faibles ventes, Aguilera sort Moves Like Jagger (2011) en collaboration avec le groupe Maroon 5, grand succès commercial avec 8,5 millions de copies. Après cette collaboration, Aguilera annonce qu'elle prépare un nouvel album.

## Parutions et accueil

### Performance Live
Aguilera a donné une performance au Late Show de Jimmy Fallon le vendredi 2 novembre 2012, elle s'est alliée à l'animateur et aux Roots pour une reprise de son single "Your Body". Avec pour seul accompagnement musical, des bruits de diverses fournitures de bureau (un téléphone portable, des bruits de clavier, de feuilles de papier déchirées, une agrafeuse...).

## Classement
| Classement (2012)                           | Meilleure position |
| ------------------------------------------- | ------------------ |
| Australie (ARIA)                            | 59                 |
| Autriche (Ö3 Austria Top 40)                | 19                 |
| Belgique (Flandre Ultratip 100)             | 44                 |
| Belgique (Wallonie Ultratip 50)             | 13                 |
| Brésil (Hot 100 Airplay)                    | 63                 |
| Brésil (Hot Pop Songs)                      | 2                  |
| Canada (Hot 100)                            | 10                 |
| Danemark (Tracklisten)                      | 35                 |
| Finlande (Suomen virallinen latauslista)    | 21                 |
| France (SNEP)                               | 84                 |
| Hongrie (Rádiós Top 40)                     | 23                 |
| Italie (FIMI)                               | 27                 |
| Allemagne (Media Control AG)                | 29                 |
| Japon (Japan Hot 100)                       | 17                 |
| Liban (The Official Lebanese Top 20)        | 6                  |
| Nouvelle-Zélande (RMNZ)                     | 33                 |
| Roumanie (Romanian Top 100)                 | 37                 |
| Écosse (OCC)                                | 16                 |
| Suède (Digilistan)                          | 17                 |
| Slovaquie (IFPI)                            | 27                 |
| Royaume-Uni (UK Singles Chart)              | 16                 |
| Ukraine (FDR)                               | 13                 |
| Suisse (Schweizer Hitparade)                | 22                 |
| États-Unis (Hot 100)                        | 34                 |
| États-Unis (Pop Airplay)                    | 20                 |
| États-Unis - Billboard Hot Dance Club Songs | 1                  |
| Espagne (PROMUSICAE)                        | 22                 |
| Pays-Bas (Single Top 100)                   | 65                 |
| Irlande (IRMA)                              | 46                 |

### Certifications
| Pays     | Organisme | Certification | Vente  |
| -------- | --------- | ------------- | ------ |
| Danemark | IFPI      | Or            | 15 000 |

## Caractéristiques artistiques

### Remix
Une version remix est réalisée par Martin Garrix.

## Clip vidéo

### Synopsis
Un médium au début de la vidéo, annonce à Aguilera qu'elle va « passer une semaine mortelle ». Dès que la chanson débute, elle enchaine les conquêtes masculines. Les conquêtes d'Aguilera ne survivent pas.

### Tournage
Le clip vidéo de Your Body, réalisé par Melina Matsoukas, a été filmé entre le 20 et le 21 août 2012 à Los Angeles, en Californie.

### Promotion et accueil critique
Après avoir tweeté plusieurs photos du tournage, un teaser du clip est diffusé le 17 septembre dans l'émission américaine de The Voice. La chanteuse a dévoilé par la suite deux autres extraits de la vidéo. Le clip sort officiellement le 28 septembre 2012 sur la plateforme Vevo.
Charles Decant de Charts in France trouve qu'Aguilera « a joué la carte du sexy pour coller aux paroles plutôt chaudes du titre ». Decant affirme qu'Aguilera « assume ses formes [et] les met en avant » avant de qualifier le  clip de « sexy et explosif ».

## Historique de sortie
| Pays             | Date              | Format                 |
| ---------------- | ----------------- | ---------------------- |
| États-Unis       | 14 septembre 2012 | Diffusion radio        |
| États-Unis       | 17 septembre 2012 | Téléchargement digital |
| Canada           | 17 septembre 2012 | Téléchargement digital |
| Italie           | 17 septembre 2012 | Téléchargement digital |
| Australie        | 17 septembre 2012 | Téléchargement digital |
| Nouvelle-Zélande | 17 septembre 2012 | Téléchargement digital |
| Royaume-Uni      | 4 novembre 2012   | Téléchargement digital |